# Chouzé-sur-Loire
Chouzé-sur-Loire is een gemeente in het Franse departement Indre-et-Loire (regio Centre-Val de Loire). De plaats maakt deel uit van het arrondissement Chinon. Chouzé-sur-Loire telde op 1 januari 2022 2.150 inwoners.

## Geografie
De oppervlakte van Chouzé-sur-Loire bedroeg op 1 januari 2022 28,04 vierkante kilometer; de bevolkingsdichtheid was toen 76,7 inwoners per km².

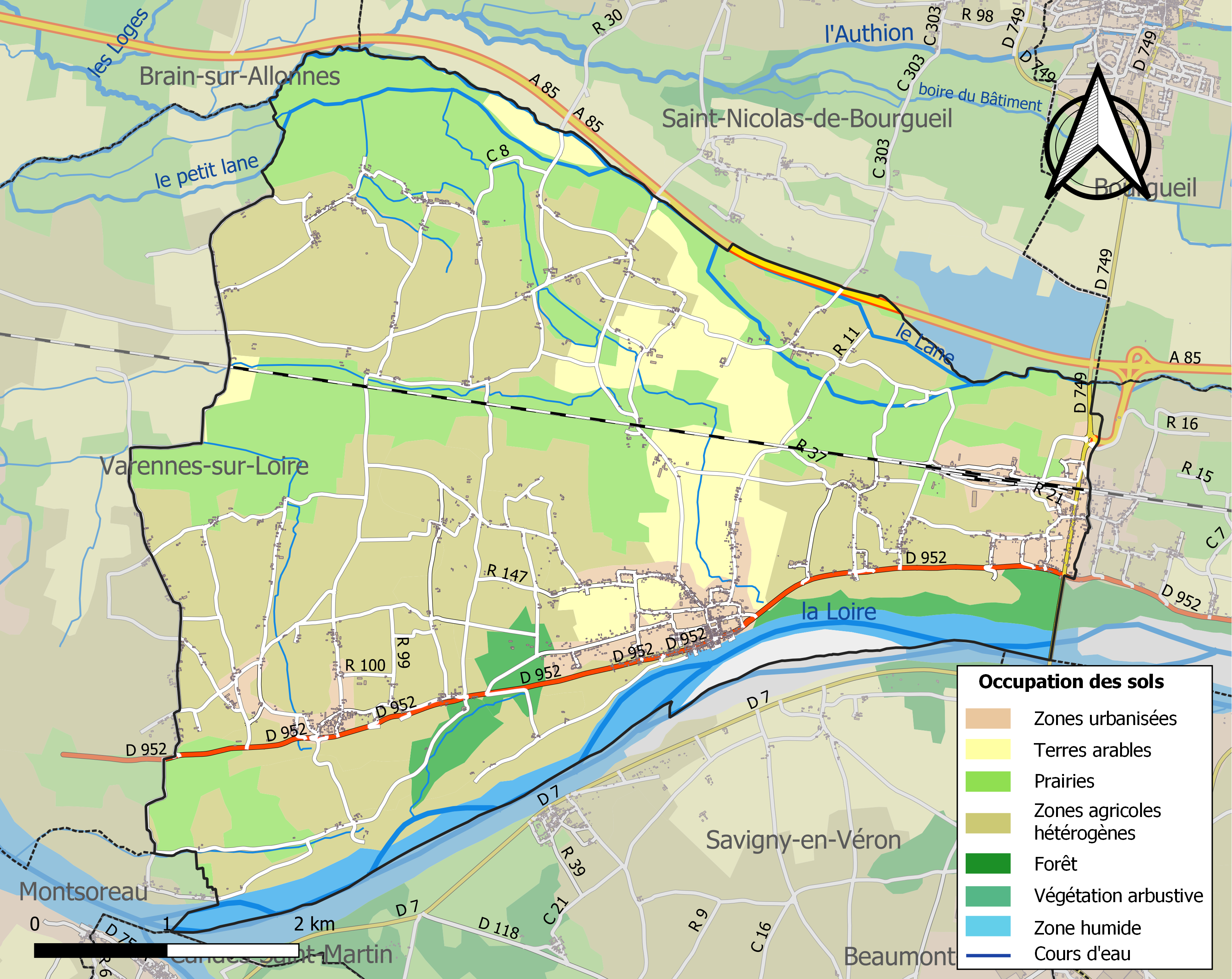
Kaart van de gemeente met belangrijkste infrastructuur, bodemgebruik en omliggende gemeenten

## Demografie
Onderstaande figuur toont het verloop van het inwonertal (bron: INSEE-tellingen).